# Kim Min-seok (łyżwiarz szybki)
Kim Min-seok, kor. 김민석 (ur. 14 czerwca 1999) – południowokoreański łyżwiarz szybki, trzykrotny medalista olimpijski (dwukrotny z 2018 i jednokrotny z 2022), dwukrotny mistrz zimowych igrzysk olimpijskich młodzieży (2016), trzykrotny medalista zimowych igrzysk azjatyckich (2017).
Trzykrotnie uczestniczył w mistrzostwach świata juniorów. Jedenastokrotnie stanął na podium zawodów tej rangi. W 2014 roku w Bjugn zdobył złoty medal w biegu drużynowym, w 2015 roku w Warszawie zdobył złoto w sprincie drużynowym oraz srebro w biegu drużynowym, wieloboju i biegu na dystansie 1500 m, a w 2016 roku w Changchun wywalczył złote medale w biegu drużynowym, biegu masowym i biegu na 1500 m oraz srebrne na 1000 i 5000 m oraz w wieloboju.
W 2016 roku wystartował w zimowych igrzyskach olimpijskich młodzieży w Lillehammer i zdobył dwa złote medale – w biegu masowym i biegu na 1500 m. W rozegranych rok później mistrzostwach świata na dystansach nie stanął na podium – zajął 5. miejsce na 1500 m oraz 21. miejsce w biegu masowym. W tym samym roku zaprezentował się w zawodach łyżwiarskich podczas igrzysk azjatyckich w Sapporo i zdobył w nich trzy medale – dwa złote na 1500 m i w biegu drużynowym oraz brązowy w biegu masowym.
W 2018 roku po raz pierwszy w karierze wystąpił na zimowych igrzyskach olimpijskich. Wystąpił w dwóch konkurencjach i w obu wywalczył medale olimpijskie. Indywidualnie zdobył brązowy medal w biegu na 1500 m, ponadto został wicemistrzem olimpijskim w biegu drużynowym (wraz z nim srebrny medal zdobyli Lee Seung-hoon, Chung Jae-won i Joo Hyong-jun).